# 1901 w polityce
Wydarzenia polityczne w 1901 roku.

## Styczeń
- 10 stycznia – zmarł James Robert, premier stanu Queensland[1].
- 16 stycznia – zmarł Hiram Rhodes Revels, amerykański polityk[2].
- 22 stycznia – po 63 latach na tronie zmarła królowa Wiktoria, najdłużej panująca monarchini brytyjska w historii[3].

## Luty
- 11 lutego – zmarł Milan I Obrenowić, król Serbii[4].

## Marzec
- 2 marca – Kongres USA przyjął tzw. poprawkę Platta, której włączenie do konstytucji Kuby było warunkiem uznania jej niepodległości[3].
- 13 marca – zmarł Benjamin Harrison, prezydent Stanów Zjednoczonych[5].
- 30 marca – zmarł Wilhelm von Bismarck, niemiecki prawnik i polityk[6].

## Kwiecień
- 1 kwietnia – we Wrześni wybuchły strajki dzieci szkolnych. Protest był spowodowany decyzją niemieckich władz, które nakazały nauczania religii w języku niemieckim (religia była ostatnim przedmiotem, którego polskie dzieci uczyły się w ojczystym języku). Dzieci ukarano chłostą, a występujących w ich obronie rodziców aresztowano i skazano na kary więzienia (do 2,5 roku)[3][7].

## Maj
- 4 maja – zmarł John Jones Ross, premier prowincji Quebec[8].
- 14 maja – Józef Piłsudski uciekł ze szpitala Mikołaja Cudotwórcy w Petersburgu, w którym symulował chorobę psychiczną przed władzami carskimi. W ucieczce pomogli mu dr Bronisław Czeczot i dr Władysław Mazurkiewicz[3].

## Czerwiec
- 22 czerwca – zmarła Mathilde Weber, niemiecka bojowniczka o prawa kobiet[9].

## Lipiec
- 1 lipca – zmarł James Henderson Kyle, amerykański pastor i polityk[10].
- 31 lipca – zmarł Robert Bosse, niemiecki polityk[11].

## Sierpień
- 5 sierpnia – zmarła Wiktoria Koburg, cesarzowa, żona Fryderyka III Hohenzollerna[12].
- 9 sierpnia – decyzją Kongresu Stanów Zjednoczonych terytorium Oklahomy powiększono o 2,1 miliona akrów odkupionej od Komańczyków, Apaczów i Kiowa[3].

## Wrzesień
- 7 września – formalnie zakończyło się chińskie Powstanie bokserów. Rząd chiński zobowiązał się do wypłacenia na rzecz Niemiec, Włoch, Austro-Węgier, Wielkiej Brytanii, Rosji, Francji, Stanów Zjednoczonych i Japonii odszkodowania w wysokości 450 milionów taelów w złocie do 1940 roku wraz z odsetkami (4% rocznie)[3].
- 14 września – anarchista polskiego pochodzenia Leon Czołgosz dokonał udanego zamachu na prezydenta Williama McKinleya. Urząd po zmarłym McKinleyu zastąpił dotychczasowy wiceprezydent Theodore Roosevelt[3].

## Listopad
- 18 listopada – Wielka Brytania i Stany Zjednoczone podpisały w Waszyngtonie traktat regulujący warunki kontroli strefy Kanału Panamskiego. Zgodnie z postanowieniami kontrolę w strefie powierzono USA, które ponadto zobowiązano do zagwarantowania prawa swobodnego przepływu jednostkom wszystkich innych barier[3].

## Grudzień
- 10 grudnia – Pokojową Nagrodę Nobla otrzymali Henri Dunant i Frédéric Passy[3].
- 14 grudnia – zmarł David Preston Thompson, amerykański polityk[13].